# Aeng Sareh
Aeng Sareh is een bestuurslaag in het regentschap Sampang van de provincie Oost-Java, Indonesië. Aeng Sareh telt 4356 inwoners (volkstelling 2010).